# Bonzo Sha
Bonzo Sha (chino: 沙悟淨; pinyin: Shā Wùjìng), también conocido como el Ogro Sha, es uno de los tres discípulos del peregrino budista Tang Sanzang en la novela del siglo XVI Viaje al Oeste escrita por Wu Cheng'en en la dinastía Ming, aunque las versiones de su personaje son anteriores a la novela Ming. En la novela fuente, su origen es el menos desarrollado de los peregrinos y es el que menos contribuye a sus esfuerzos.

## Nombres
En la versión en español de la historia, el personaje recibe el nombre de "Bonzo Sha". La palabra bonzo significa "monje budista" y proviene del japonés 坊主 bōzu. Su nombre budista, "Sha Wujing", que le dio la bodhisattva Guanyin, significa "arena consciente de la pureza". Su nombre se traduce al coreano como Sa Oh Jeong, al japonés como Sa Gojō y al sino-vietnamita como Sa Ngộ Tịnh. También se le conoce como "Sha Seng" (chino: 沙僧; pinyin: Shā Sēng; Sa Tăng en sinovietnamita; Sua Cheng en tailandés) o Sha Heshang (沙和尚 chino coloquial).

## El personaje
Al igual que Zhu Bajie, Bonzo Sha era originalmente un general del Cielo, más concretamente un general levanta-cortinas (卷帘大将 juǎnlián dàjiàng). En un ataque de ira, destruyó un valioso jarrón. Otras fuentes dicen que lo hizo sin querer y que fue un accidente. No obstante, fue castigado por el Emperador de Jade, que hizo que lo golpearan 800 veces con una vara y lo exiliaran a la tierra, donde debía reencarnarse en un terrible hombre de arena, orco, ogro, trol, oni, demonio, monstruo o armatoste devorador de hombres. Allí vivía en el Liúshā-hé (流沙河, "río de arena que fluye", o "río de arenas movedizas"). Cada día, siete espadas voladoras enviadas desde el Cielo le apuñalaban en el pecho y luego regresaban. Tuvo que vivir en el río para evitar el castigo.